# 정월 대보름
정월 대보름(正月 大보름) 또는 대보름은 음력 1월 15일로, 오기일(烏忌日)이라고도 하며, 한자어로는 '상원(上元)'이라고 한다. '상원'은 도교적인 명칭으로, 삼원(상원, 중원, 하원) 중 첫 번째이다. 음력으로 설날이 지나고, 한해 첫 보름달이 뜨는 날이다.
대보름 전날인 음력 14일과 당일에는 여러 곳에서 새해의 운수에 관한 여러 풍습들을 행한다.
정월은 한해를 처음 시작하는 달로서 그 해를 설계하는 달이다. 1월 15일인 대보름날에는 점을 친다. 또 율력서에 "정월은 천지인 삼자가 합일하고 사람을 받들어 일을 이루며, 모든 부족이 하늘의 뜻에 따라 화합하는 달"이라고 설명된다.

## 한국의 풍습
한국에서는 달은 음에 해당하여 여성으로 본다. 달은 여신, 땅으로 표상되며 여신은 만물을 낳는 지모신으로 출산하는 힘을 가졌다고 여겼다. 달은 풍요로움의 상징이었다. 한국에서는 대보름을 설과 같은 중요한 명절로 여겼다. 지방마다 차이가 있지만 대개 대보름날 자정을 전후로 마을의 평안을 비는 마을 제사를 지냈다. 전남 해남의 도둑잡이굿, 전남 완도 장보고당제, 전남 보성 벌교갯제, 세종특별자치시 전의장승제, 전북 고창 오거리당산제, 경북 안동 도산부인당제, 경북 안동 마령동별신제, 강원도 삼천 억던 남근제, 전북 김제 마현당제가 있다.
대보름에는 오곡밥을 지어 먹으며, 아침 일찍 부럼이라고 하는 껍질이 단단한 과일을 깨물어서 마당에 버리는데, 이렇게 하면 1년 내내 부스럼이 생기지 않는다고 한다(부럼깨기). 또 귀밝이술을 마시고, 밤에는 뒷동산에 올라가 달맞이를 하며 소원 성취를 빌고 1년 농사를 점치기도 하였다. 즉 달빛이 희면 많은 비가 내리고 붉으면 가뭄이 들며, 달빛이 진하면 풍년이 오고 흐리면 흉년이 든다고 하였다. 대보름의 풍년과 복을 비는 행사로는 볏가릿대세우기·용알뜨기·놋다리밟기 등이 있고, 놀이로는 지신밟기·용궁맞이·하회별신굿·쥐불놀이·사자놀이·줄다리기·차전놀이 등이 있으며, 그 밖에 더위팔기도 있다.
각 지방마다 차이가 있으나, 대체로 다음과 같다.

### 행사

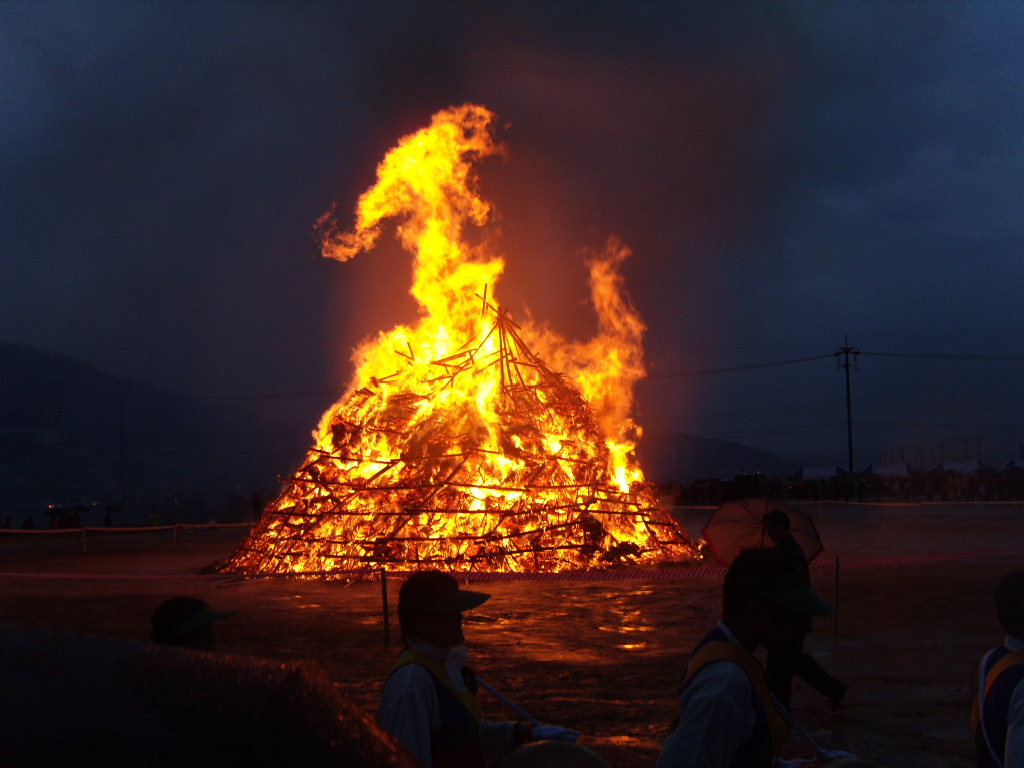
2007년 구미 달집태우기

전북 남원시 산내면에 세워진 달집 모양

- 보름새기 - 설날과 같이 수세하는 풍습이 있어 온 집안의 등불을 켜놓고 지새웠다. 주로 섣달그믐날의 풍습으로 알려져있지만 지방에 따라 보름날 밤에 잠을 자면 눈썹이 희어진다고 하여 가족 중에 누군가 잠이 들면 장난삼아 밀가루 등으로 눈썹을 하얗게 칠해놓기도 한다.
- 더위팔기 - 누군가 아침에 사람을 만나면 서둘러 그 사람의 이름을 불러 "내 열을 사세요"라고 말한다. 그해 여름에 무더위를 피할 수 있을 것으로 믿어진다.
- 달맞이 - 초저녁에 횃불을 들고 높은 곳에 올라 달을 맞으면서 새해의 풍년을 점치고 행운을 빈다.
- 달집태우기 - 달집을 만들어 달이 떠오를 때에 태우면서 풍년을 빈다.
- 다리밟기 - 사람들은 다리를 밟으면 다리가 튼튼해질 것이라고 믿고 밤새도록 다리를 걸었다 고한다. 12 개의 다리를 밟으면 12 개월 내내 건강 할 것으로 믿어진다.
- 지신밟기 - 영남 지방의 대보름 문화로, 농민들이 행렬을 이루어 집을 차례로 찾아가는 풍습이다.
- 액막이 연 - 그해의 액운을 멀리 날려 보낸다는 뜻으로 음력 정월 열나흗 날에 띄워 보내는 연. 연에는 이름, 생년월일 따위와 송액영복(送厄迎福)과 같은 글귀를 쓴다.

### 음식

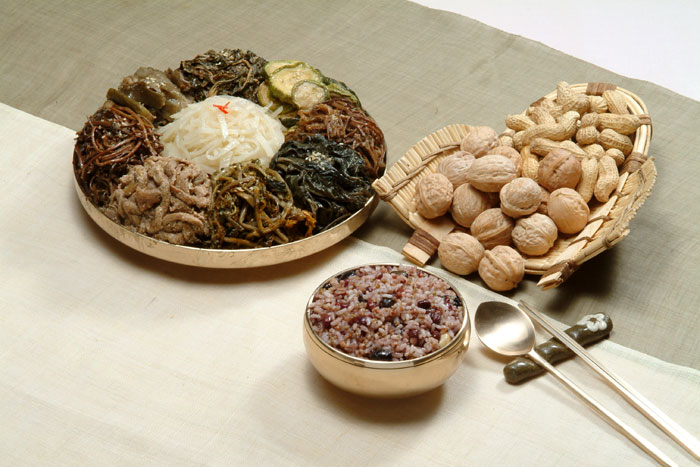
부럼과 오곡밥, 진채식

대보름에 차려 먹는 절식으로는 부럼·귀밝이술 외에도 약밥·오곡밥·묵은 나물과 복쌈 등이 있다. 또 고사리·버섯·오이고지·호박고지·가지껍질·무시래기 등 햇볕에 말린 묵은 나물을 물에 잘 씻어서 먹으면 여름에 더위를 먹지 않고 건강하게 지낸다고 한다.
- 부럼 - 정월 보름날 새벽에는 부스럼이 생기지 말라는 의미에서 밤·잣·호두 등 단단한 견과류의 부럼을 먹는다. 이때 부럼(주로 밤의 껍질을 직접 깨물어 먹음.)
- 오곡밥 - 쌀, 보리, 조, 수수, 팥 등의 다섯 가지 이상의 곡물을 섞어 지은 오곡밥을 먹음.
- 진채식 - 무, 오이, 호박, 박, 가지, 버섯, 고사리 등을 말려둔 것을 먹는다. 여러 집에서 아홉 가지 나물을 아홉 번, 또는 열 가지 나물을 먹기도 함.
- 약밥 - 물에 불린 찹쌀을 시루에 찐 뒤 꿀이나 설탕·참기름·대추 등을 쪄서 거른 것을 섞고, 다시 진간장·밤·대추·계피·곶감·잣 등을 넣어 시루에 찐 밥을 말함.
- 복쌈 - 밥을 김이나 취나물, 배춧잎에 싸서 먹는다. 여러개를 만들어 그릇에 높이 쌓아서 성주님께 올린 다음 먹으면 복이 있다고 함.
- 귀밝이술 - 보름날 아침에 데우지 않은 찬술을 남녀구별 없이 조금씩 마심. 이날 아침에 찬술을 마시면 귀가 밝아지고 한 해 동안 좋은 소식을 듣게 된다고 함.
- 솔떡 - 솔을 깔고 떡을 쪄서 나누어 먹음.

대보름날에는 세 집 이상 성이 다른 집 밥을 먹어야 그 해의 운이 좋다고 하였다. 그래서 하루 세번 먹는 밥을 이 날은 아홉 번 먹어야 좋다고 믿음.

### 놀이
- 연날리기 - 대보름 날에는 겨울 내내 띄우던 연을 날려보낸다. 대보름 이후로는 연날리기를 하지 않고, 대보름 이후에 연을 날리면 ‘고리백정 (또는 백정)’이라 불렀다.
- 쥐불놀이 - 대보름 전날 밤에 펼쳐지는 전통 놀이. 그들은 논 사이의 능선에서 마른 풀을 태우고 아이들은 숯불이 타오르는 구멍이 가득 찬 캔 주위를 돌고 있다. 이 캔은 들판을 비옥하게하고 새로운 작물을 파괴하는 해로운 벌레를 제거한다.
- 횃불싸움 - 두 마을이 다리를 사이에 두고 서로 횃불을 들고 싸운다.
- 널뛰기 - 정월대보름 밤에 널뛰기를 하며, 이후로는 하지 않는다.
- 사자희 - 머리에 사자 가면을 쓰고 농악을 울리고 집집마다 다니면서 춤추며 논다.
- 기타 줄다리기, 석전, 고싸움 등의 놀이를 벌이기도 한다.
- 고싸움·나무쇠싸움 등의 각종 편싸움이 행하여지고, 제웅치기·나무조롱달기·더위팔기·개보름쇠기·모기불놓기·방실놀이·뱀치기 등의 액막이와 구충행사(驅蟲行事)도 행하여진다.

## 기타
일반적으로 정월 대보름이나 추석 보름달이 가장 크다고 생각하지만, 실제로는 그렇지 않다. 지구를 기준으로 태양과 달이 정반대편에 일직선으로 위치할 때 보름달을 볼 수 있으며, 타원궤도를 도는 달이 근지점을 통과할 때 달이 더 커 보이며, 원지점을 통과할 때 작게 보인다. 달의 공전주기는 양력의 1년과 정확히 일치하지 않기 때문에 보름달이 가장 크게 보이는 달은 매년 다르다. 참고로, 보름달이 가장 클 때를 슈퍼문이라고 한다.
설날(새날)을 맞이하고 첫 번째 보름달이기에 대보름 즉, 큰 보름이라는 의미가 있다고 본다. 큰 형(맏형,大兄,중국식 표기), 큰 아버지, 큰 할아버지처럼 이 대(大)를 큰,맏이의 의미로 새해 첫 보름달로써 농사의 시작일을 의미하는 날로 볼 수 있겠다.
2014년 밸런타인 데이는 이 날과 겹쳐서 '보름타인데이', '부럼타인데이'라는 별명을 받았다.
《삼국유사》에 소지 마립간이 등장하는 병신갑 전설에 대한 정월 대보름 설화가 수록되어 있다. 

## 같이 보기
- 음력설
- 쥐불놀이
- 부럼깨기
- 달집태우기
- 보름달
- 추석
- 한국의 명절

## 참고 문헌
- 《한국세시풍속사전(봄편)》, 국립민속박물관, 2005
- 임동권, 《한국세시풍속연구》, 집문당, 1993
- 《중국대세시기 I, II》, 국립민속박물관, 2006
  - 종름, 《형초세시기》, 중국 양나라
  - 전여성, 《희조락사》, 중국 명나라
  - 반영폐, 《대동세시기승》, 중국 청나라